# Calycomyza arcuata
Calycomyza arcuata är en tvåvingeart som beskrevs av Zlobin 1996. Calycomyza arcuata ingår i släktet Calycomyza och familjen minerarflugor.
Artens utbredningsområde är Jamaica. Inga underarter finns listade i Catalogue of Life.